# Інесе Яунземе
Інесе Яунземе (латис. Inese Jaunzeme; 21 травня 1932, Плявіняс, Латвія — 13 лютого 2011, Рига, Латвія) — латвійська легкоатлетка, дисципліною якої було метання списа. Олімпійська чемпіонка 1956 року.

## Біографія
На чемпіонаті СРСР 1956 року Яунземе зайняла третє місце, що дало їй можливість попасти до олімпійської команди та поїхати до Мельбурна на олімпіаду. У першому ж раунді Ігор вона встановила олімпійський рекорд та покращила його двічі в наступних спробах, зупинившись на позначці 53,86 метра. Стала першою латвійською спортсменкою, яка здобула олімпійське золото. За це отримала Орден Трудового Червоного Прапора 1957 року. Вона також визнавалась спортсменкою року Латвійської республіки 1956 та 1957 років.
Яунземе ставала чемпіоном Латвії з метання спису в 1952, 1956, 1958 та 1960 році, а на світовій Універсіаді 1957 зайняла друге місце. 1960 року закінчила Ризький медичний інститут та завершила спортивну кар'єру. Працювала за фахом в галузі травматології та пластичної хірургії та захистила докторську дисертацію в 1969 році. З 1970 року працювала професором ортопедії Ризького медичного інституту. З 1999 по 2011 очолювала Латвійську олімпійську асоціацію.